# Троїцьке (Вурнарський район)
Тро́їцьке (рос. Троицкое, чув. Кивĕ Сăръел) — присілок у складі Вурнарського району Чувашії, Росія. Входить до складу Малояуського сільського поселення.
Населення — 122 особи (2010; 138 у 2002).
Національний склад:
- чуваші — 98 %